# Asesinato-suicidio
Un asesinato-suicidio es un acto en el que un individuo mata a una o más personas antes o al momento de quitarse la vida.

## Clasificación
La combinación de asesinato y suicidio puede adquirir varias formas:
- Asesinato que implica suicidio, como ataque suicida o conducir un automóvil con uno o más pasajeros sobre un precipicio;
- Suicidio posterior al asesinato para escapar de castigos por el Estado;
- Suicidio posterior al asesinato como forma de autocastigo debido a la culpa;
- Asesinato relacionado con suicidio de una persona mentalmente inestable con ideación homicida;
- Suicidio después (o antes) de inducción al asesinato;
- Suicidio después de o durante un asesinato infligido por otros;
- Asesinato para recibir una sentencia de muerte intencionalmente;
- Suicidio conjunto como manera de matar a otro con consentimiento y luego suicidarse;
- Asesinato antes del suicidio con la intención de prevenir futuros dolores y sufrimientos de otros (miembros de su familia y uno mismo), como un padre que mata a sus hijos antes de terminar con su propia vida.

La legalidad del asesinato-suicidio tiene tres formas concebibles: 
- Matar al agresor de alguien a través de la legítima defensa proporcional, matándose en el proceso;
- Asesinato legal para evitar que un individuo cause daño a otros, suicidándose al hacerlo;
- Asesinato legal que indirectamente resulta en o contribuye al suicidio.

Muchos asesinatos excursionistas han terminado en suicidio, como en muchos tiroteos en escuelas. Algunos casos de suicidios por motivos religiosos también pueden implicar asesinato. Toda categorización equivale a formar distinciones algo arbitrarias en relación con la intención en el caso de la psicosis, donde la(s) intención(es) es/son muy probable(s) que sea(n) irracional(es). Determinar la intención legal (mens rea) no es aplicable en los casos debidamente categorizados como locura. 
Algunos usan el término asesinato-suicidio para referirse a homicidio-suicidio, que puede incluir homicidio involuntario y, por lo tanto, abarca más terminología.

## Teorías sobre el asesinato-suicidio

Áyax, hijo de Telamón, preparando el suicidio. Reproducción de una figura de ánfora de figura negra realizada por Exequias (550-525 a. C.).

Según el psiquiatra Karl Menninger, el asesinato y el suicidio son actos intercambiables: el suicidio a veces evita el asesinato y viceversa. Siguiendo la lógica freudiana, la represión severa de los instintos naturales debido al abuso en la primera infancia puede conducir al instinto de muerte a emerger en una forma retorcida. El antropólogo cultural Ernest Becker, cuyas teorías sobre la noción humana de la muerte está fuertemente influenciada por Freud, ve al miedo a la muerte como un fenómeno universal, un temor reprimido en el inconsciente y del que la gente desconoce en gran medida. Este miedo puede inducir a las personas al heroísmo, pero también a atribuir la culpa a alguien para eximir a otros. Los intentos fallidos de lograr el heroísmo, de acuerdo con este punto de vista, pueden conducir a enfermedades mentales y/o comportamiento antisocial.
En un estudio específicamente relacionado con asesinato-suicidio, Milton Rosenbaum (1990) descubrió que los perpetradores eran muy diferentes de los perpetradores de homicidios comunes. Mientras que los asesinos-suicidas estaban muy deprimidos y eran en su mayoría hombres, otros asesinos generalmente no estaban deprimidos y había muchas probabilidades de incluir a mujeres en sus filas. En los Estados Unidos, hay una abrumadora mayoría de hombres sobre mujeres en la cantidad de casos. Alrededor de un tercio de los homicidios de parejas terminan en el suicidio del autor. 
A partir de datos nacionales e internacionales y entrevistas con miembros de la familia de los asesinos de asesinatos-suicidios, se han identificado algunos predictores clave: antecedentes de abuso de sustancias, pareja masculina algunos años mayor que la femenina, separación amorosa pasada o pendiente, historia de maltrato y contemplación suicida por parte del perpetrador.
Aunque no existe un sistema nacional de seguimiento de asesinatos y suicidios en los Estados Unidos, los estudios médicos sobre el fenómeno estiman entre 1000 y 1500 muertes por año en el país, en su mayoría entre cónyuges o parejas íntimas y la gran mayoría de los perpetradores eran hombres. La depresión, los problemas matrimoniales y/o financieros y otros problemas son generalmente los motivos.
Los homicidios previos a suicidio muchas veces o son titulares de noticias; las estadísticas nacionales indican que el 5 % de las por homicidio son causadas por asesinatos-suicidios. Los Centros para el Control y Prevención de Enfermedades del Departamento de Salud y Servicios Humanos de los Estados Unidos informaron que aproximadamente 1 millón de adultos reportaron haber intentado suicidarse en 2011 y hubo más de 38 000 suicidios exitosos en el mismo período. La estimación de 624 eventos de asesinatos-suicidios por año indica que alrededor del 1.6 % de los suicidios involucran asesinato. 
En la Dinamarca del siglo XVIII, las personas que deseaban suicidarse a veces cometían asesinatos para recibir la pena de muerte, porque creían que el asesinato seguido del arrepentimiento les permitiría terminar con su vida al mismo tiempo que evitaban la condenación.